# 罐頭

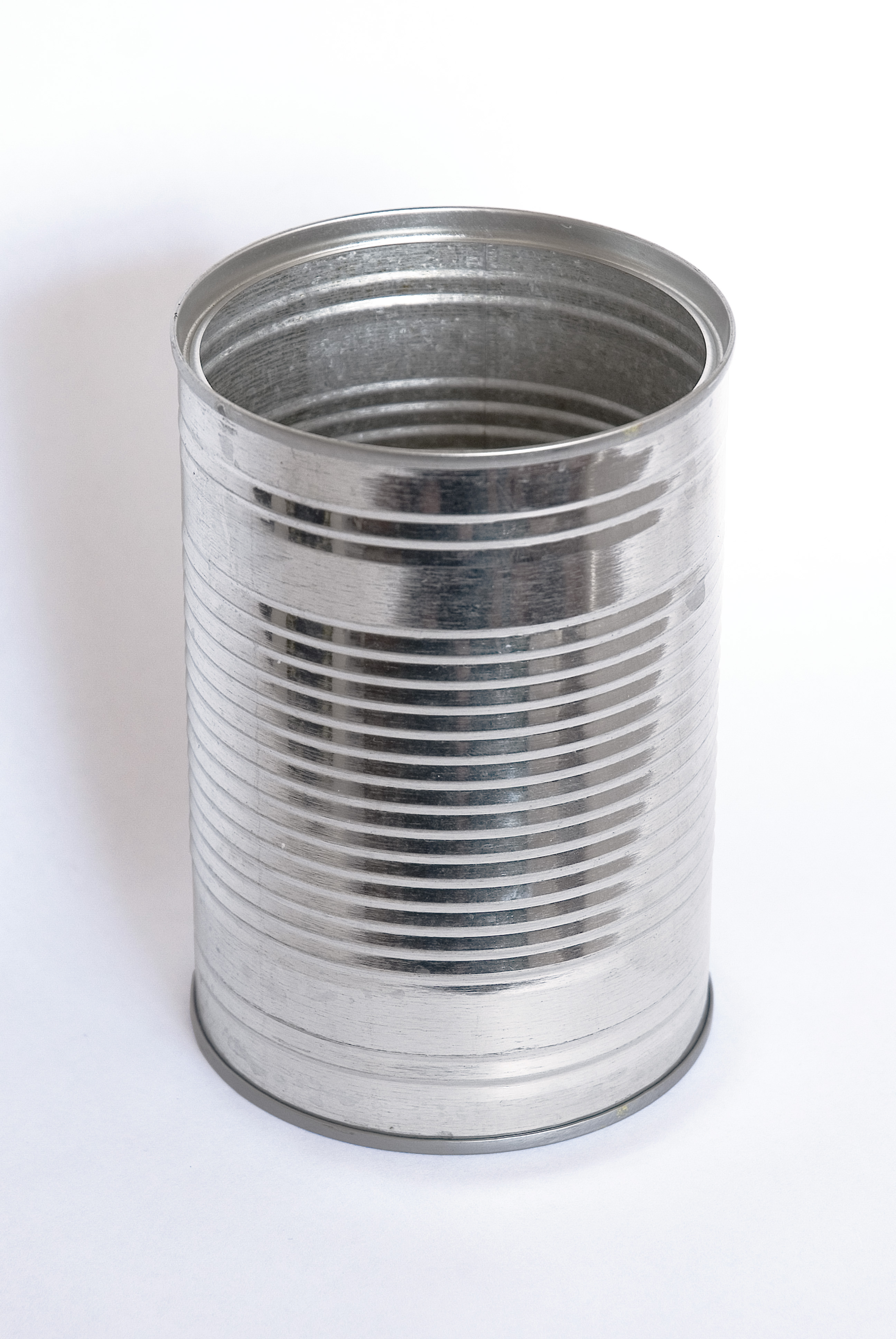
一個空罐頭

罐頭是一種包裝物品的容器，是由薄金属做成。開啟罐頭時必須使用開罐器，有些罐頭有易拉罐設計的拉環，則不需使用開罐器就能開啟罐頭。
罐頭可以保存罐裝食品、飲料，也可以用来存放机油、鞋油等化学品。钢罐头可以由镀锌的馬口鐵做成，也可以用不带锡的铁片。廣義上，任何金屬容器有時都被稱為“錫罐”，即使它是由鋁製成的。
罐頭主要保存食物的原理是密封和真空，細菌無法在密封下生存，真空也可以隔絕空氣和水分，這麼一來，罐頭在室溫下也可以保存很久了。
罐头的概念源自于法国发明家尼古拉·阿佩爾使用玻璃罐子的食品保存实验。金属罐头相传是由法国人Philippe de Girard发明，但这门技术传到了代替申请专利的彼得·杜蘭手下，在1810年见诸专利。不过杜蘭并没有进入食品罐装食品行业。他在1812年把专利卖给了另两个英国人，布莱恩·唐金、约翰·霍尔。这两位改进了生产工艺，在伦敦的Southwark Park Road上开设了世界上第一家罐头食品厂。到1813年，这家食品厂已经在给英國皇家海軍供货。到1820年，罐头的用处已经扩展到火药、种子、松节油的储存。
早期的罐头是通过有含铅焊锡软钎焊密封，有鉛中毒的风险。1845年英國人約翰·富蘭克林爵士帶領133名官兵乘兩艘船「幽冥號」（HMS Erebus）及「驚恐號」（HMS Terror）（船長：弗朗西斯·克羅茲上校）到北極探險，結果除了因生病下船的五人外全部失蹤，數年後才發現他們已全數遇難，調查結果證實船員並非餓死，而是鉛中毒導致。
在1901年，美国成立了美国罐头公司，专门生产空罐头。这一家公司当时满足了全美国90%的需求。
值得一提，雖然罐頭是在19世紀初被發明，但直到19世紀中才發明了開罐器，最早的開罐器專利可能是來自1858年的美國人Ezra Warner。在這之前的罐頭都是用刀甚至槍械來打開。

## 图集

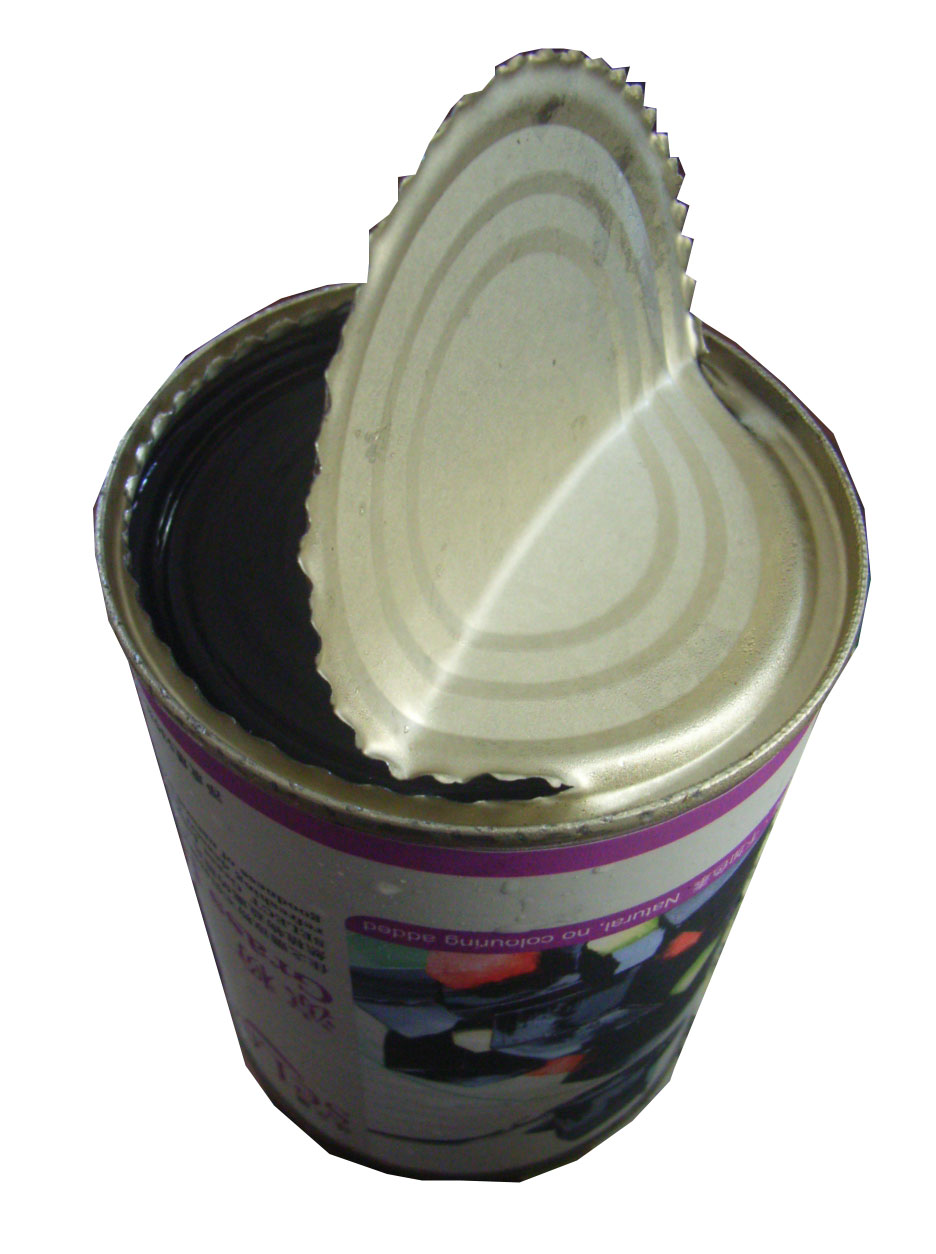
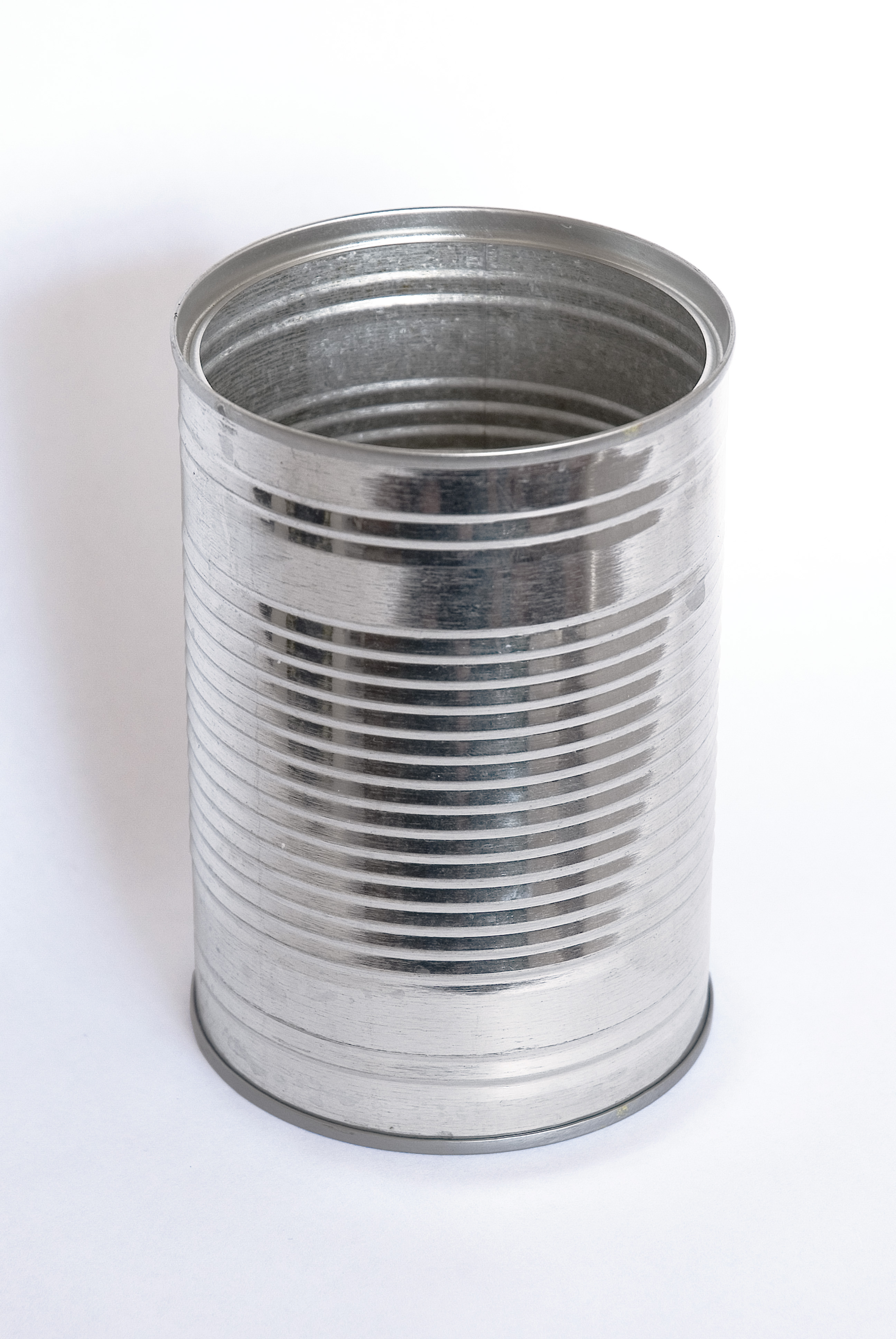
空罐
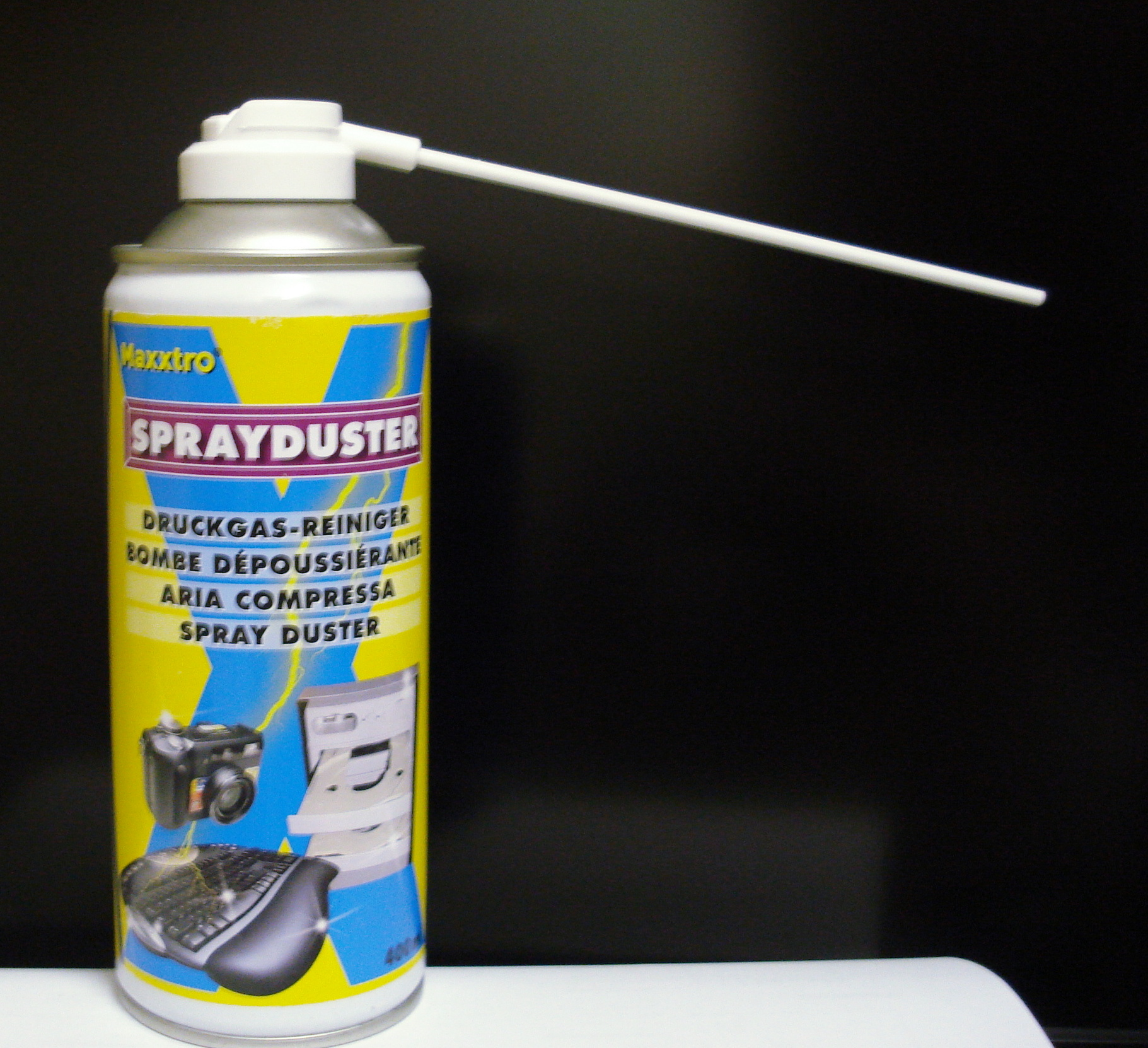
清理用途的噴罐
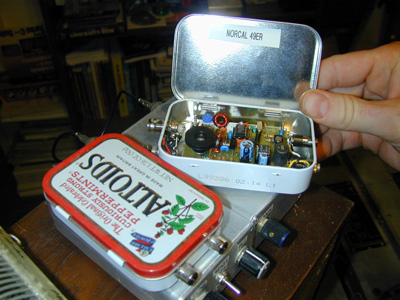
金屬罐（糖果、藥錠、類比電路）
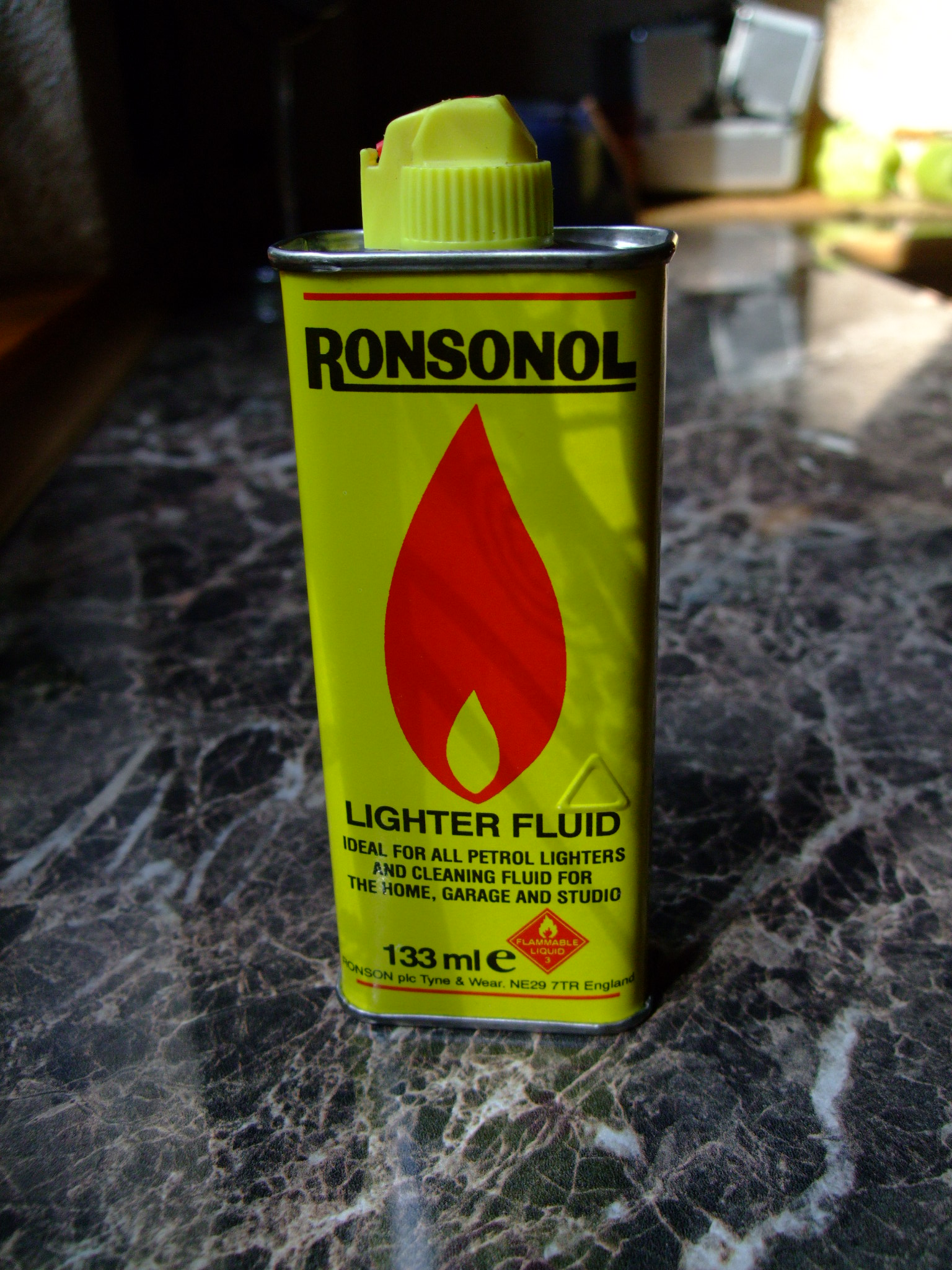
裝有丁烷類的油罐
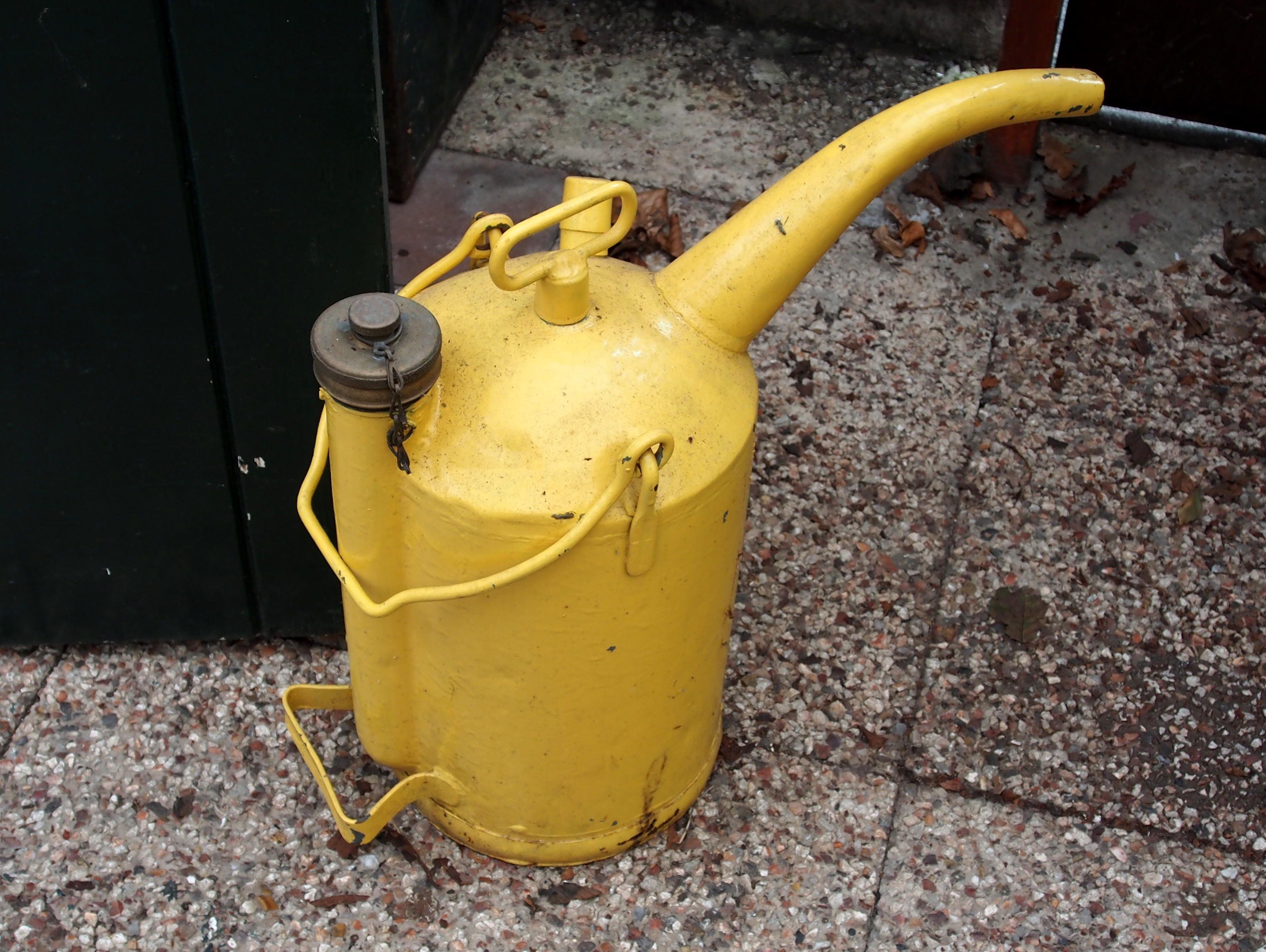
油罐壺
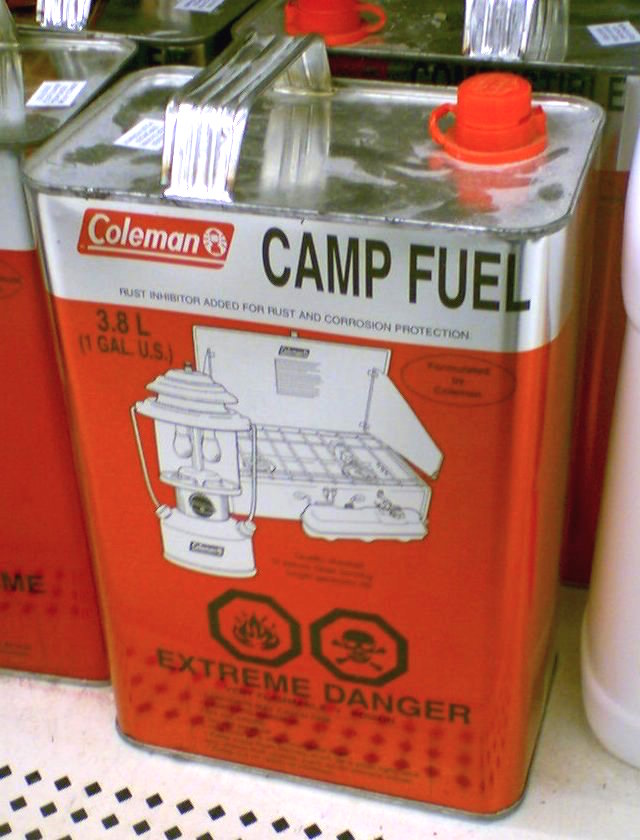
裝有石腦油的油罐
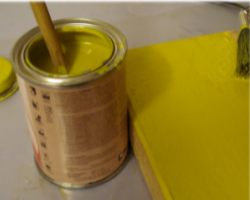
油漆罐
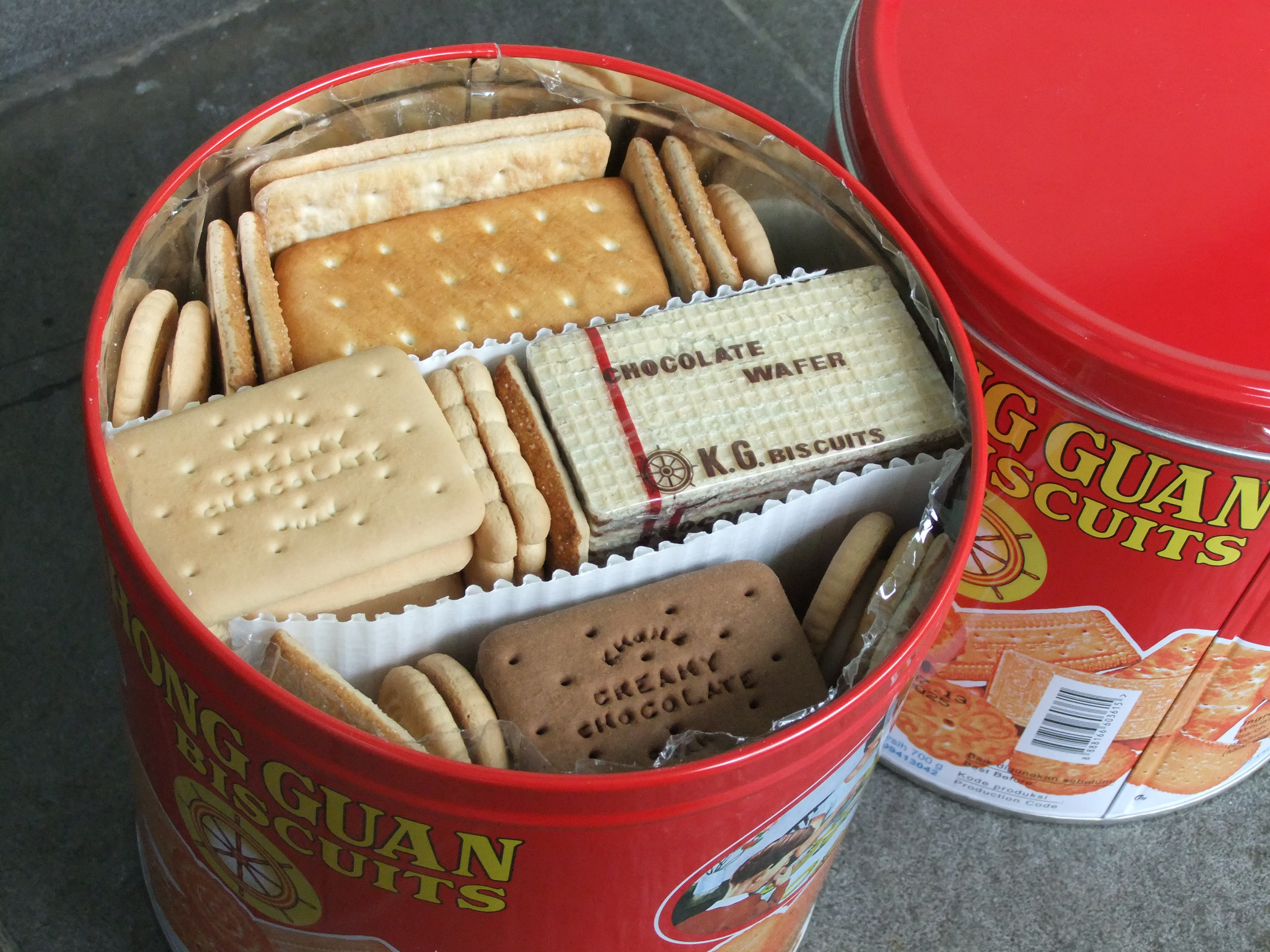
餅乾罐
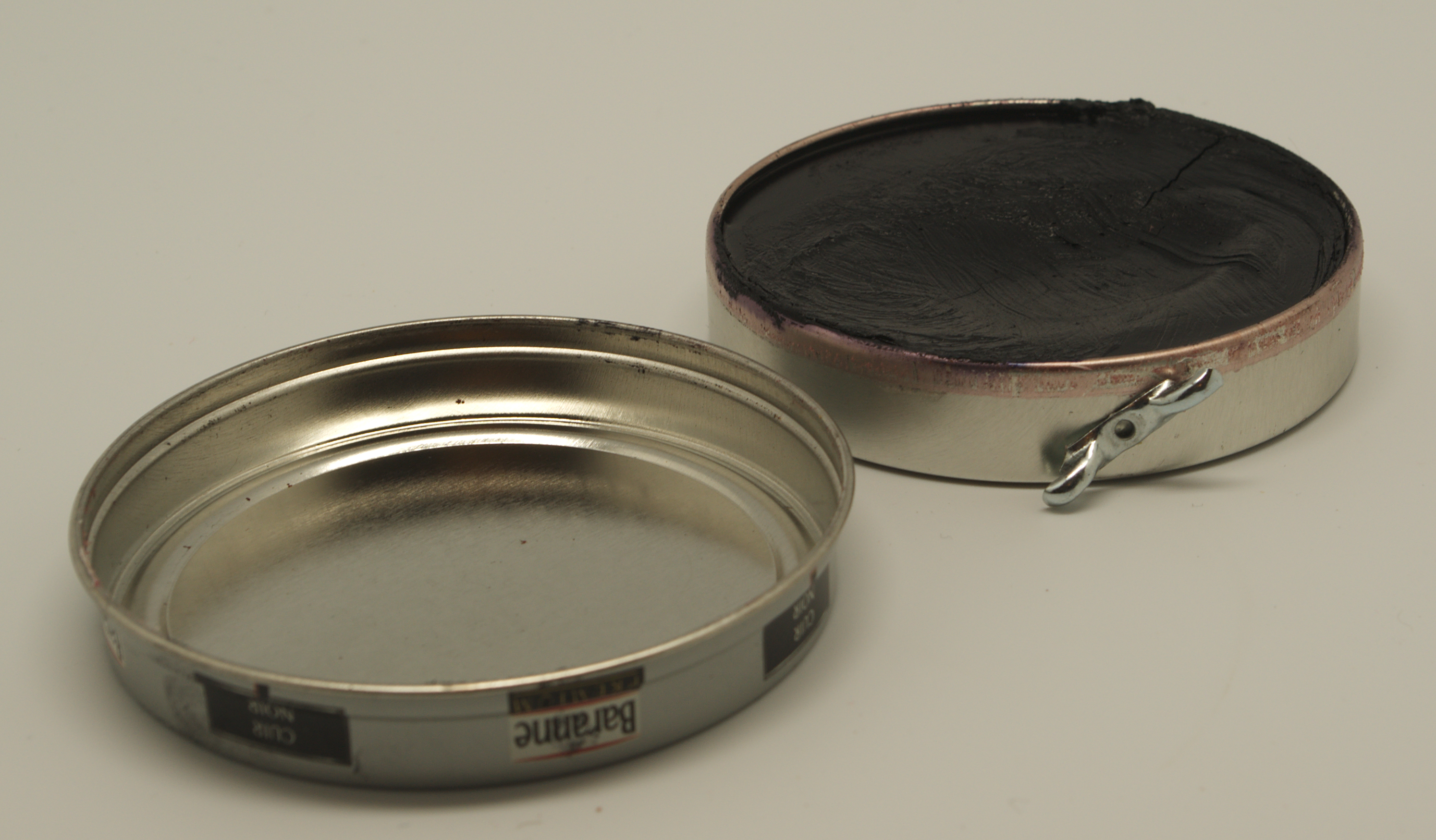
鞋油罐
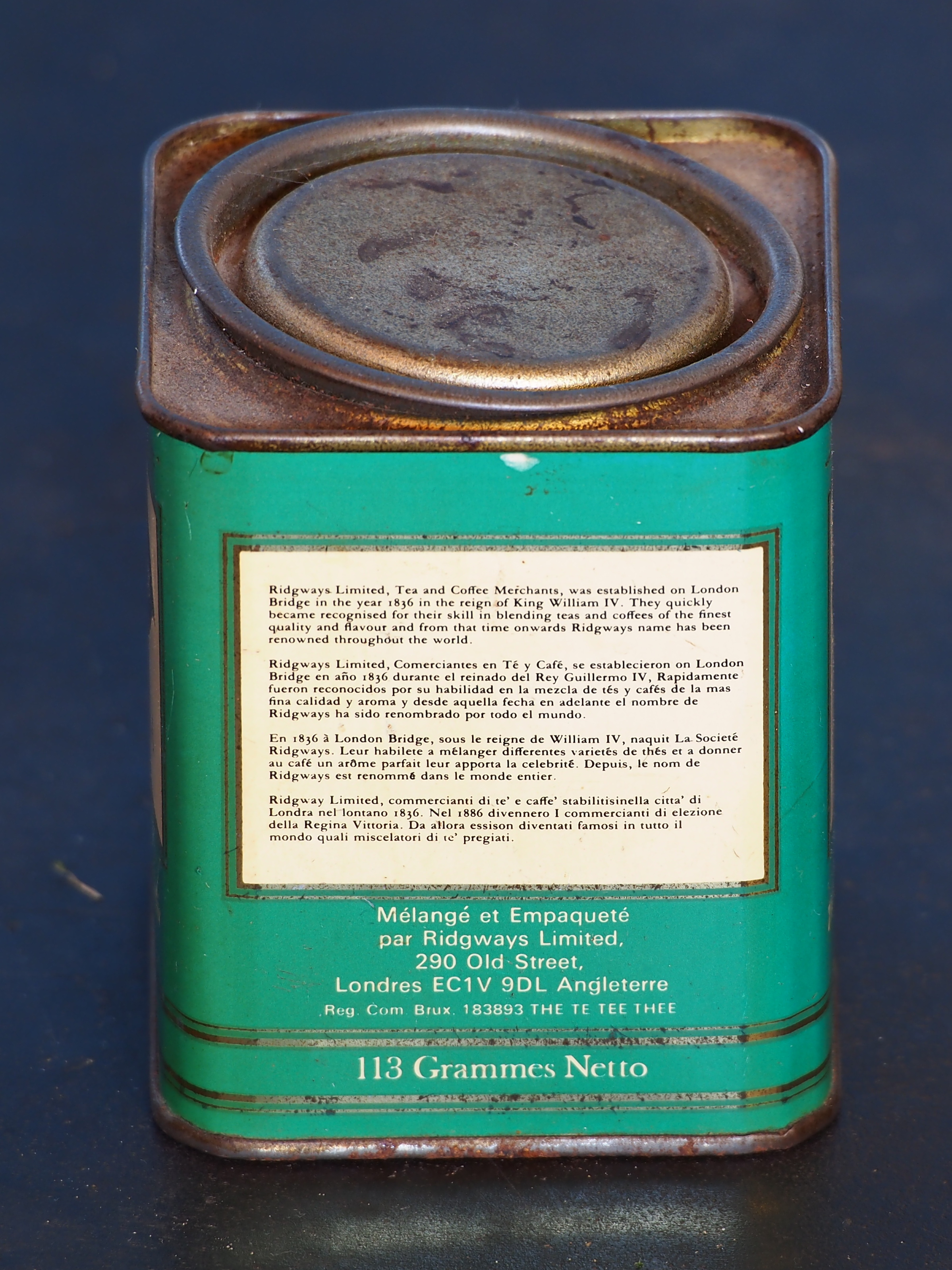
茶罐

## 開罐器
雖然飲料罐或肉湯等液體罐可以用像教堂鑰匙一樣的孔洞刺穿來倒出裡面的東西，但固體或半固體內容物則需要切掉罐頭的一端。雖然可以用厚刀或其他鋒利的工具來完成，但開罐器更安全、更簡單、更方便。
有些罐頭，例如沙丁魚罐頭，會用特製的刻痕蓋子，這樣使用者就可以用帶槽的扭匙將金屬蓋擰開，從而打開蓋子。直到20世紀中期，一些沙丁魚罐頭的蓋子還是焊接的，扭匙是透過強行打開焊點來打開的。
飲料罐拉環的出現，推廣到了各種食品罐頭的包裝，例如寵物食品或堅果（以及機油和網球等非食品產品）。這種罐蓋的兩端稱為易開蓋，因為它們無需任何工具或器具即可打開。另一項專為食品罐頭開發的創新技術是使用略微向上彎曲的拉環，從而增大了表面積，方便手指操作。
罐頭可以製成易開式。有些罐頭配有螺旋蓋，方便倒出液體並重新密封。有些罐頭配有鉸鏈蓋或滑套蓋，方便取用。油漆罐通常配有過盈配合的蓋子，可多次拆卸和更換，以便於油漆在使用之間存放。